# Alchemilla erectilis
Alchemilla erectilis é uma espécie de rosácea do gênero Alchemilla, pertencente à família Rosaceae.